# Nécropole nationale des Buttes (Marcelcave)
La nécropole nationale des Buttes est un cimetière militaire français de la Première Guerre mondiale situé sur le territoire de la commune de Marcelcave, dans le département de la Somme, à l'est d'Amiens.

## Localisation
La nécropole nationale des Buttes est située sur le plateau du Santerre, au sud de la route départementale 929.

## Historique
Pendant la Grande Guerre, l'armée française avait installé à Marcelcave, situé sur la voie ferrée Amiens-Tergnier, à l'arrière du front, un important complexe d'approvisionnement militaire : dépôt de vivres, munitions, matériels etc. Un important hôpital militaire y fut également créé. L'ensemble fonctionna de 1914 à mars 1918, lorsque les Allemands lancèrent l'Offensive du Printemps. 

## Caractéristiques
D'une superficie de 1,17 ha, la nécropole rassemble 1 610 tombes individuelles de soldats morts des suites de leurs blessures ou de maladie .

### Galerie

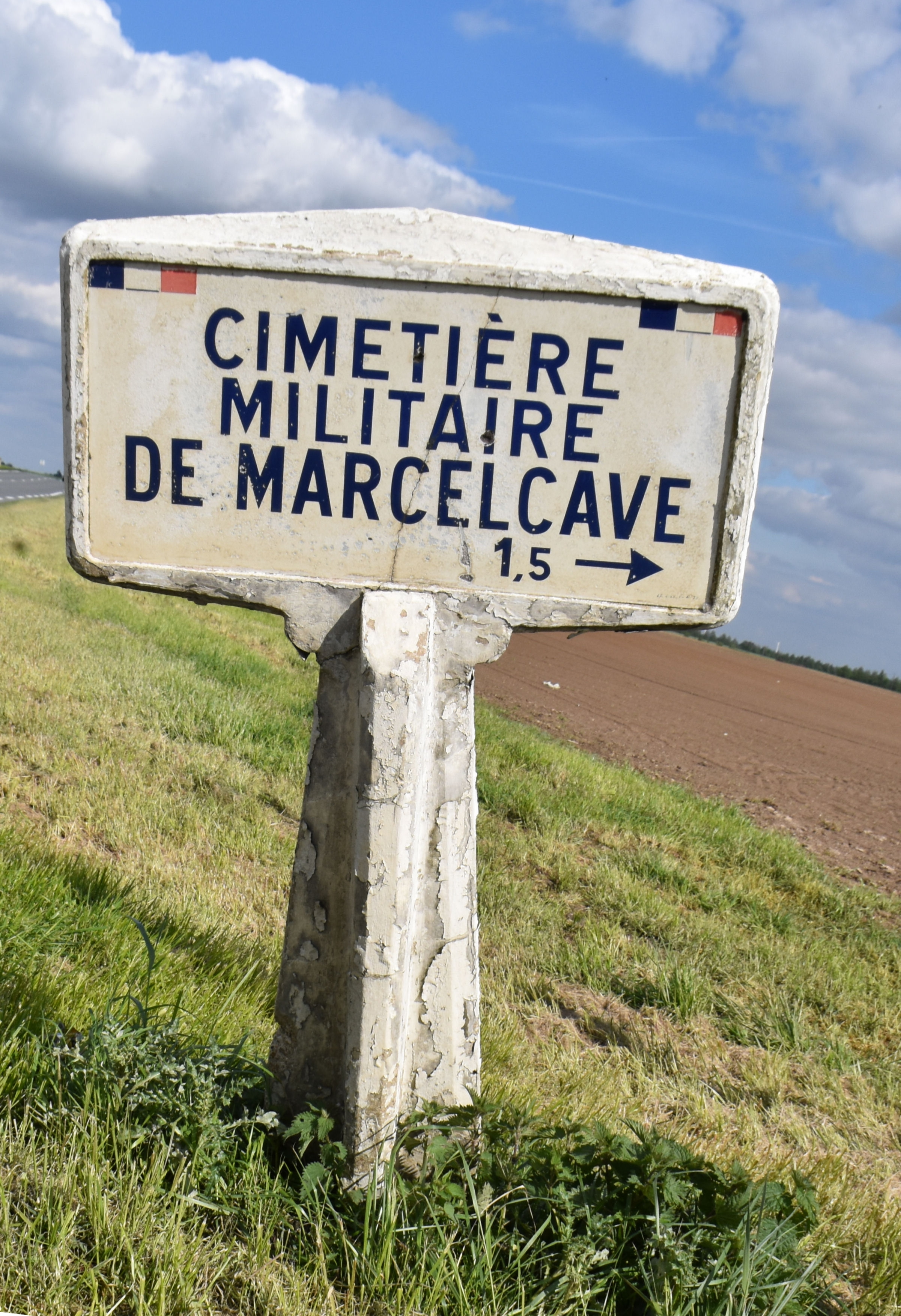
Borne Michelin sur la Nationale.
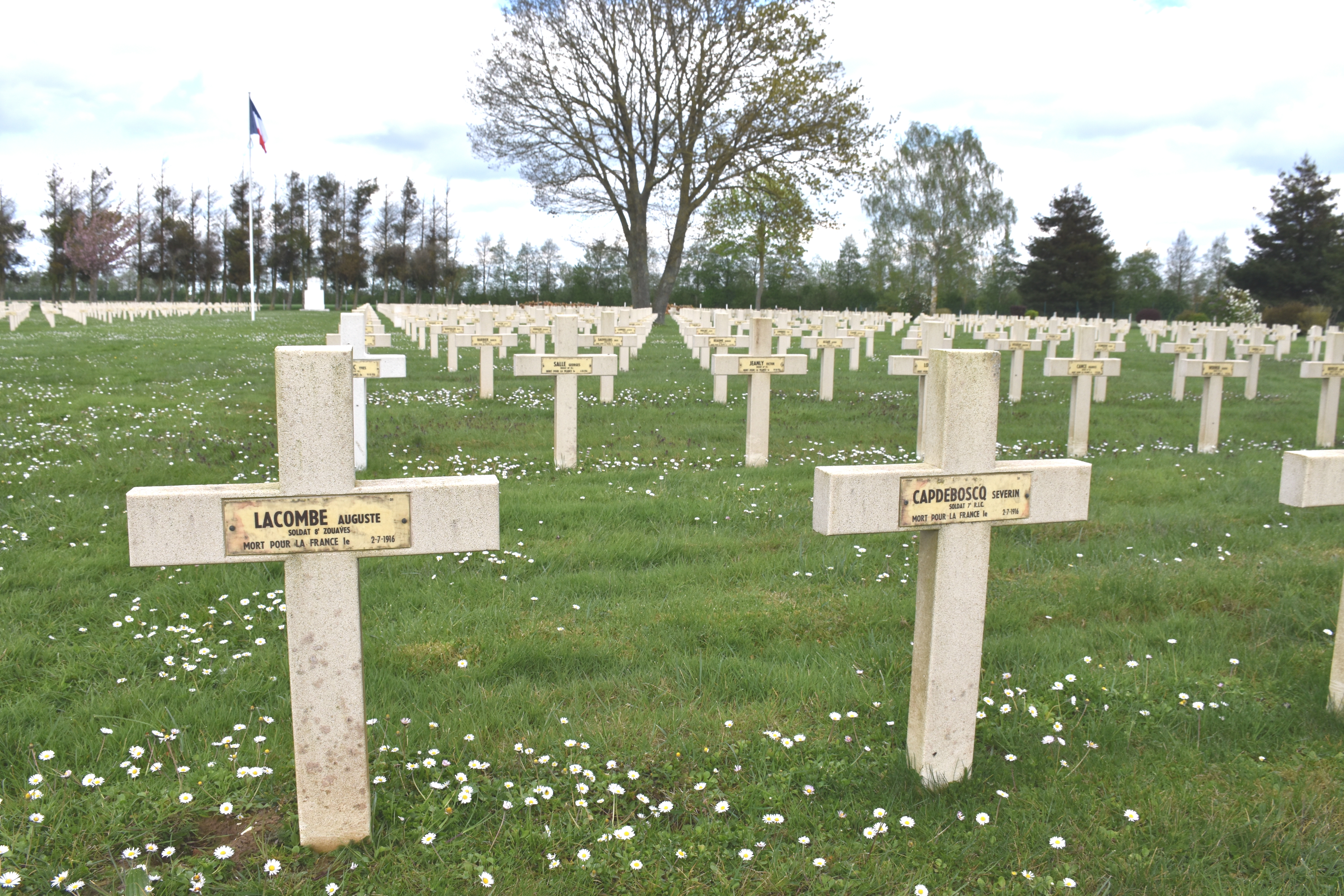
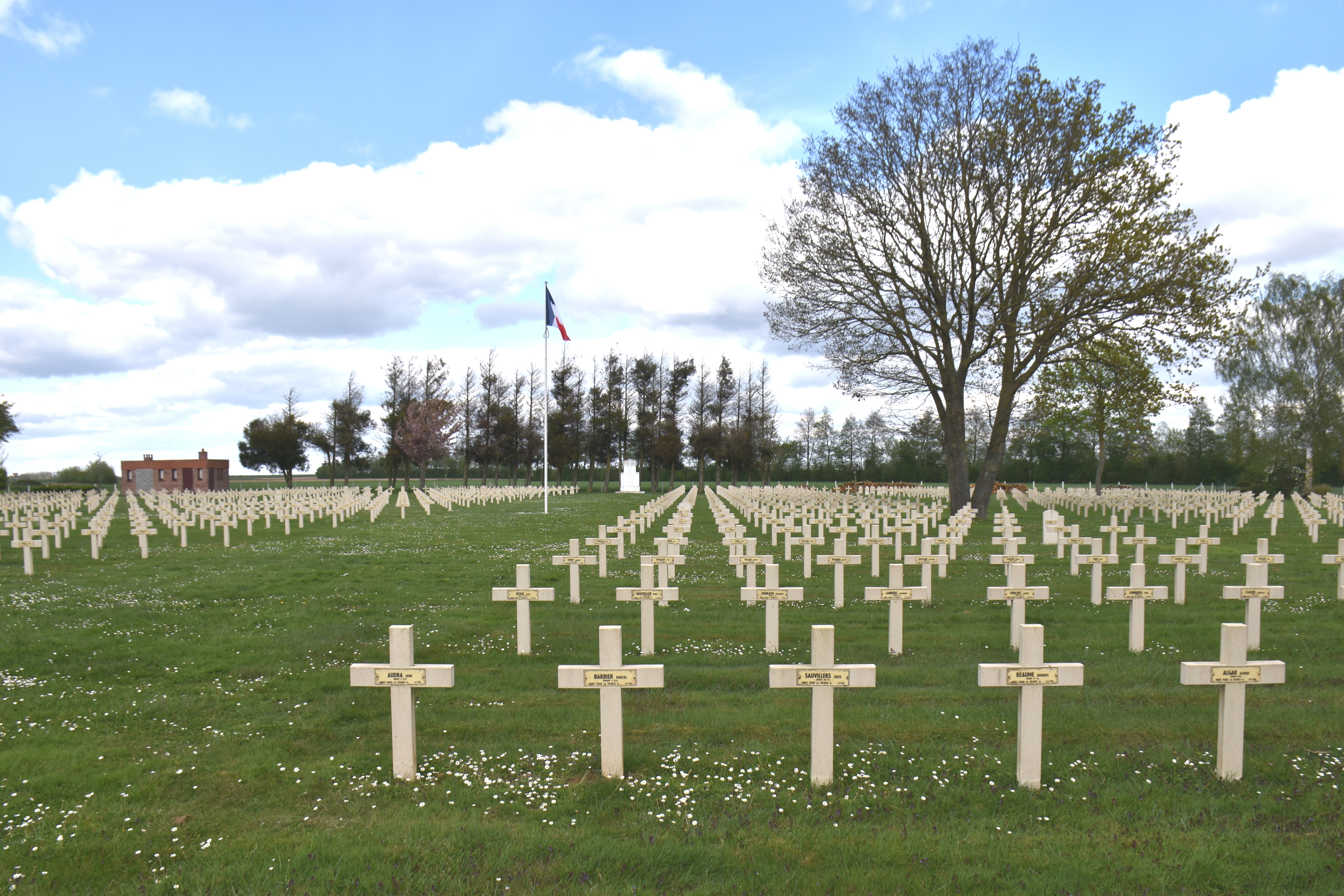
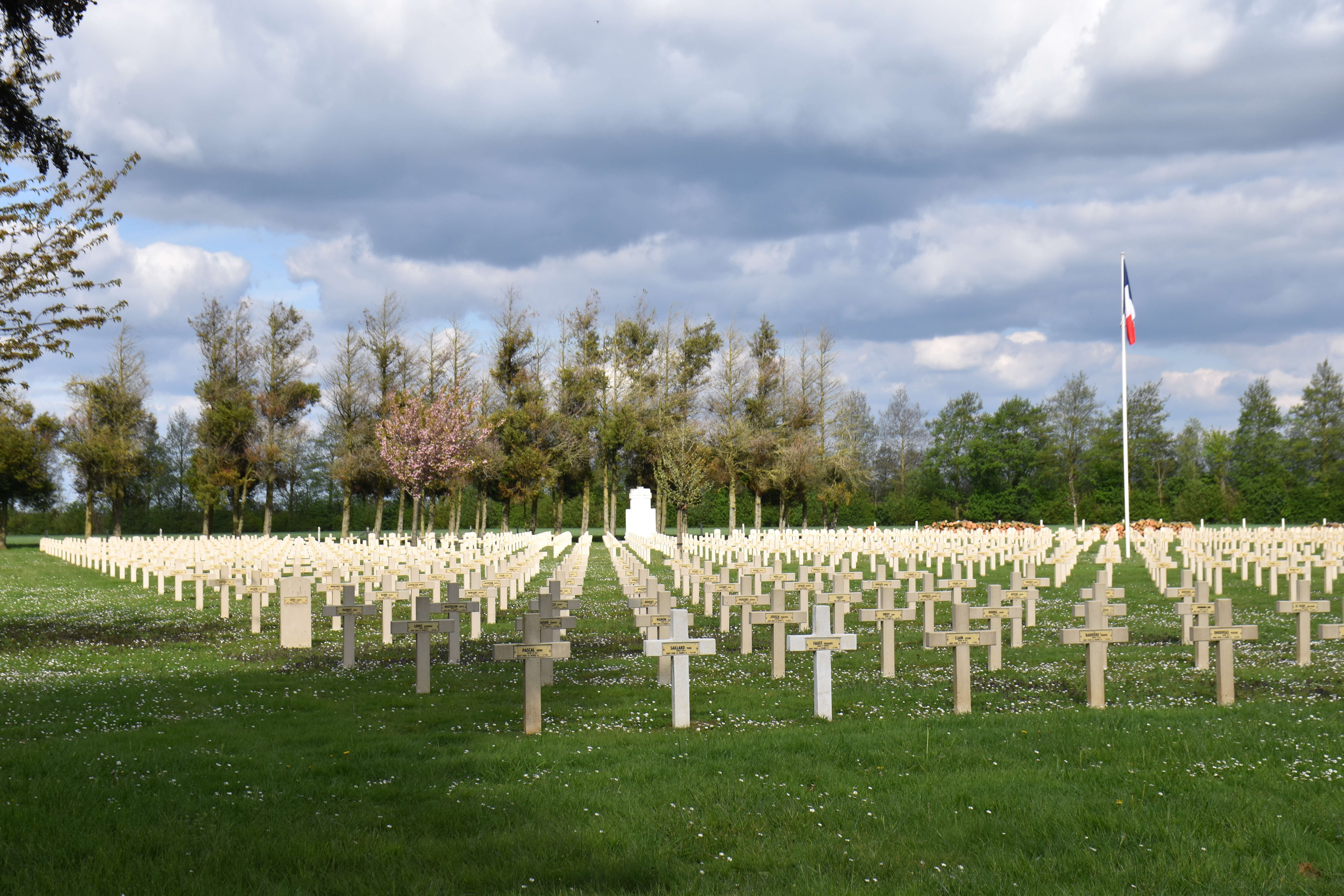
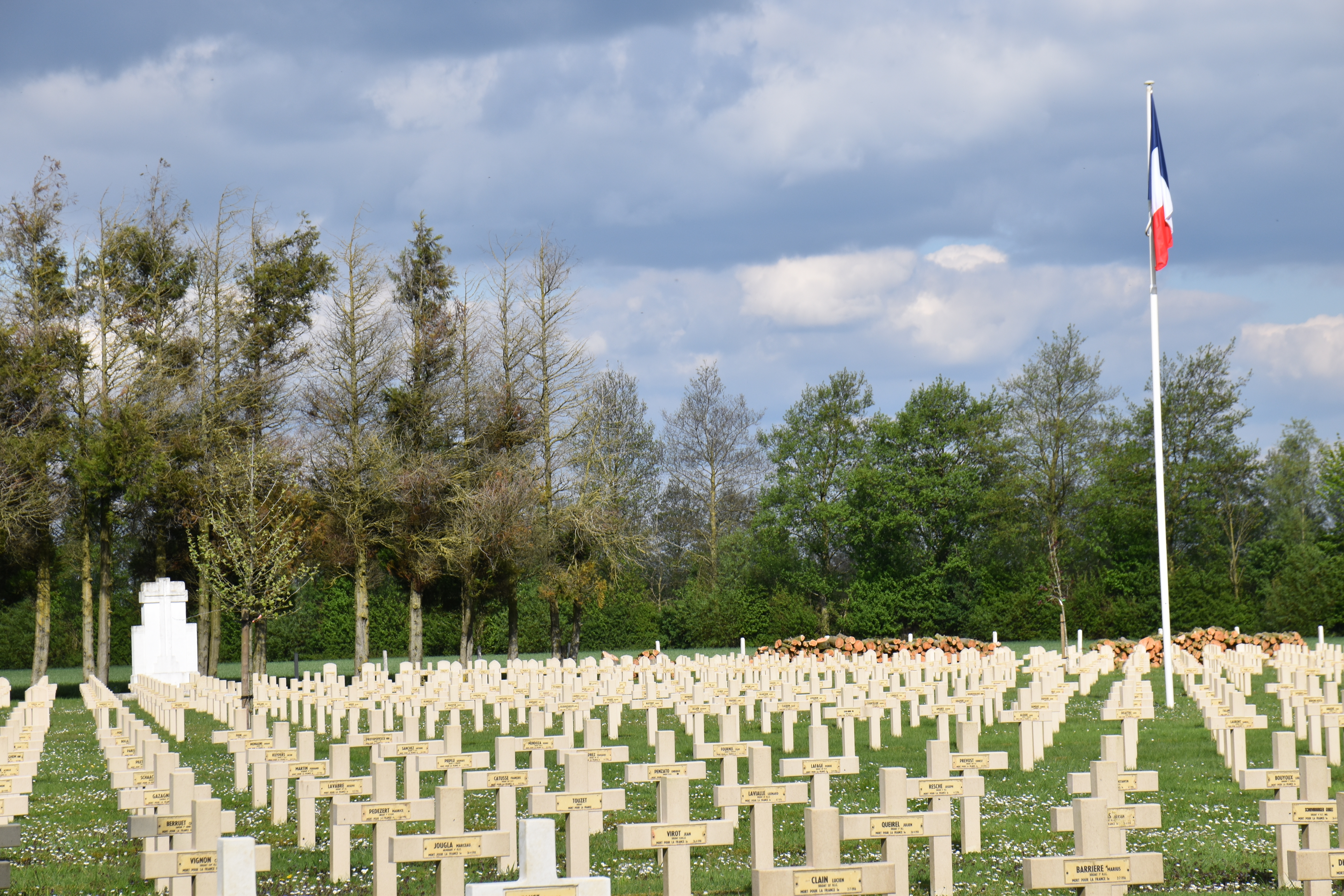
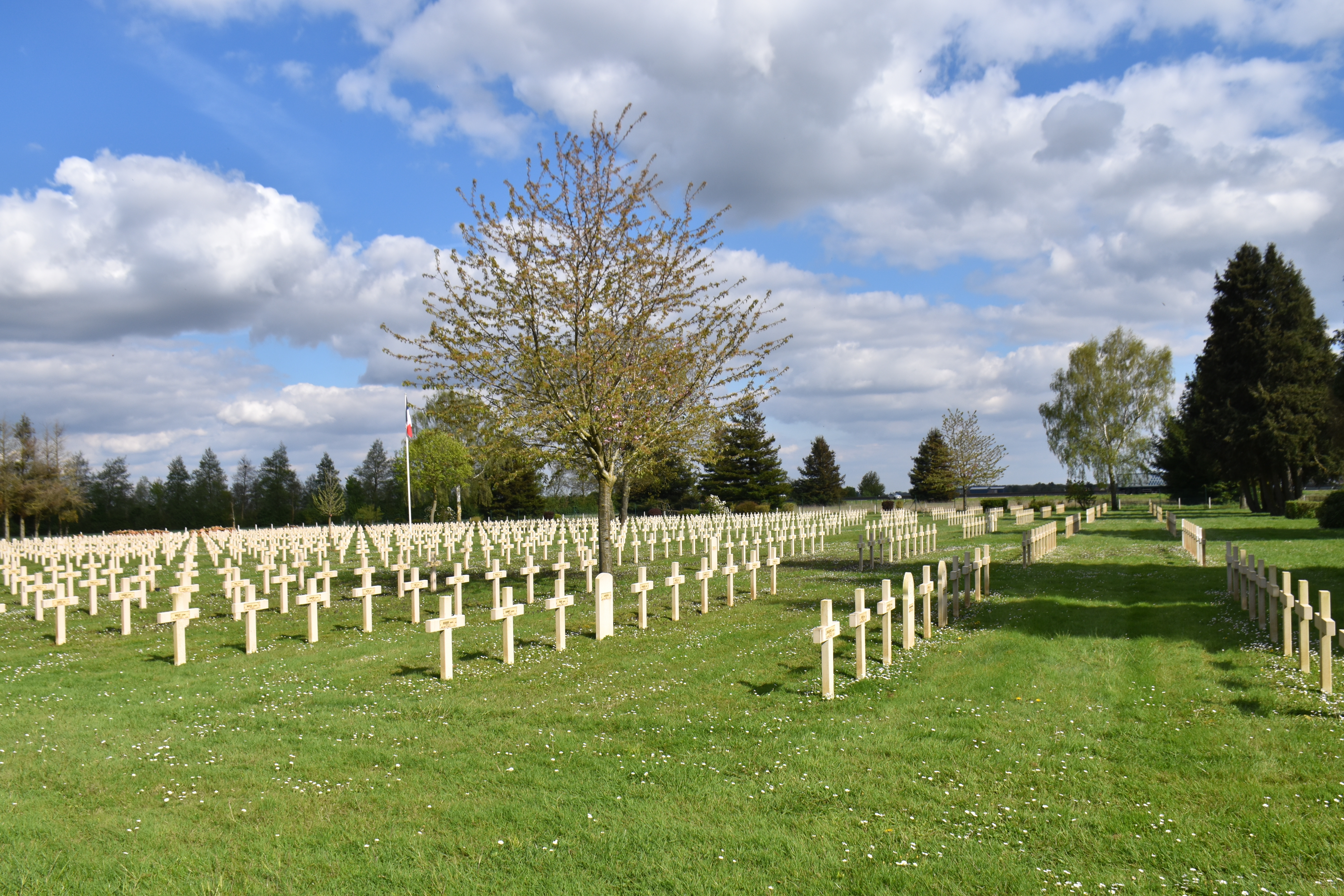

## Pour approfondir